# Hluboký ohýbač prstů
U člověka je hluboký ohýbač prstů (latinsky musculus flexor digitorum profundus) sval, který zajišťuje ohýbání (flexi) prstů a pomocnou flexi zápěstí. Spolu s dlouhým ohýbačem palce se řadí ke třetí vrstvě svalů na přední straně předloktí.
Začíná na přední straně kosti loketní (ulny) a na předloketní mezikostní bláně (membrana interossea antebrachii). Na předloktí na něm probíhá loketní nerv (nervus ulnaris), který je svrchu dále kryt loketním ohýbačem zápěstí. Čtyři šlachy hlubokého ohýbače prstů následně probíhají na zápěstí skrze karpální tunel a upínají se na bázi distálních článků ruky, kam se dostávají po proběhnutí pod rozdvojením povrchového ohýbače prstů (musculus flexor digitorum superficialis) tzv. šlachovém křížení (chiasma tendineum). V této oblasti středního článku prstů se také nachází vazovité struktury dlouhý a krátký úvaz (vincula brevia et longa), které zodpovídají za propojení s šlachami povrchového ohýbače prstů a jsou zodpovědné za jejich vyživení pomocí drobných cév, které obsahují. V dlani z jeho šlach začínají červovité svaly (musculi lumbricales). Během svého průběhu zápěstím se sval s povrchovým ohýbačem prstů nachází ve společné šlachové pochvě zápěstních ohýbačů (vagina communis tendinum musculorum flexorum), která dále pokračuje na malík. Na koncích druhého, třetího a čtvrtého prstu je kryt šlachovou pochvou prstů (vaginae synoviales digitorum manus). Sval je inervován dvěma nervy (je diploneurální) – středovým nervem a loketním nervem. Variabilně tento sval může chybět.

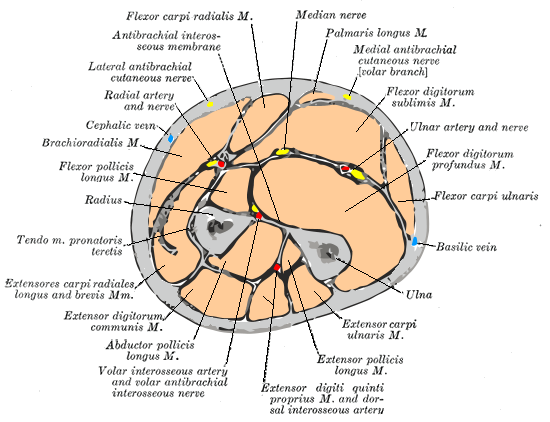
Příčný řez předloktím
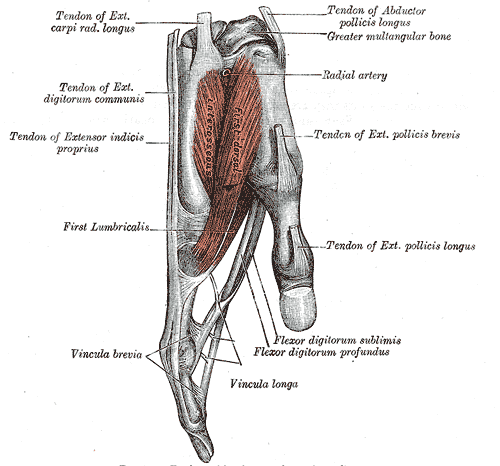
Pohled na lachové křížení, dlouhý a krátký úvaz
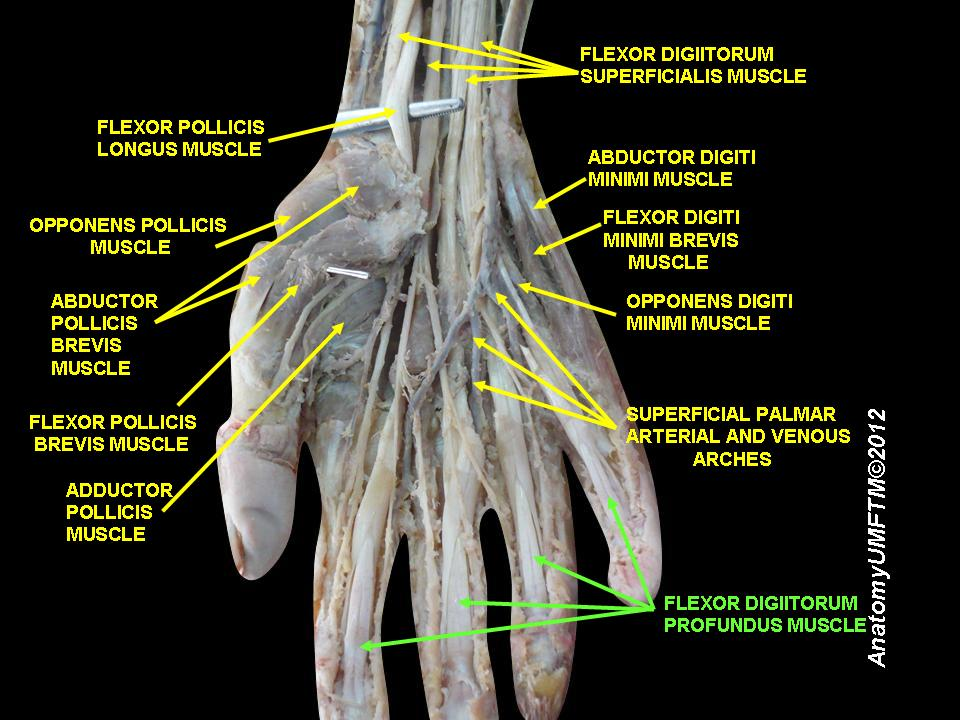
Anatomický preparát lidské ruky